# Reynhard Sinaga
Reynhard Tambos Maruli Tua Sinaga, född 19 februari 1983 i Jambi på Sumatra i Indonesien, är en indonesisk serievåldtäktsman som dömdes för 159 sexbrott, inklusive 136 våldtäkter av unga män, begångna i Manchester i England, mellan 2015 och 2017, där han studerande. 
Han befanns skyldig för att ha drogat och ha förgripit sig sexuellt på 48 män under denna period, av vilka 44 han våldtog, några upprepade gånger, även om polisen anser att han utförde sexbrott flera år tidigare. Han gick under smeknamnet "den homosexuella våldtäktsmannen" enligt polisen. 
Sinaga åtalades i fyra rättegångar mellan 2018 och 2020 och fick livstidsstraff med en minimitid på 30 år, vilket höjdes till 40 år i december 2020. Crown Prosecution Service beskrev Sinaga som den mest produktiva våldtäktsmannen i brittisk rättshistoria.
Sinaga tros av polisen ha våldtagit eller misshandlat minst 206 män sedan 2005, vilket är två år innan han kom till Storbritannien. I Manchester väntade han på potentiella offer utanför nattklubbar, pubar och liknande ställen på natten och bjöd med dem hem till sin lägenhet, där han drogade och våldtog dem. Efter några av övergreppen skröt han om sina handlingar på WhatsApp.